# If This Be My Destiny...!
«If This Be My Destiny…!» (укр. Якщо це моя доля...!) — сюжетна арка коміксів, написана Стеном Лі і Стівом Дітко. Дана арка включає випуски The Amazing Spider-Man #31-33(1965-1966). Доктор Восьминіг тимчасово взяв на себе псевдонім Майстра-планувальника, а Людина-павук виявився затиснутий під важким механізмом, який він піднімає, зібравши достатньо сили волі за допомогою думок про свою сім'ю. В арці вперше з'являються Гаррі Озборн і Ґвен Стейсі.

## Сюжет
Пітер Паркер йде до університету Емпайр-стейт і знайомиться з однокурсниками Гаррі Озборном і Ґвен Стейсі. Тим часом тітка Мей захворює загадковою і небезпечною для життя хворобою, а новий лиходій на ім'я «Майстер-планувальник» організовує крадіжку різних технологічних пристроїв. Після доленосної битви Людина-павук виявляє, що Майстер-планувальник — не хто інший, як Доктор Восьминіг, і що він вкрав рідкісний ізотоп, який може стати єдиним засобом для порятунку життя тітки Мей. Доктору восьминогу вдається втекти, залишивши Людину-Павука в пастці під важкими механізмами.
Думаючи про смерть дядька Бена і не бажаючи втрачати тітку Мей, Людина-павук збирає достатньо сили волі, щоб підняти механізми, хоча і отримує травму ноги, рятуючись із затопленої лабораторії. Він віддає сироватку доктору Курту Коннорсу для аналізу, а потім доставляє її в лікарню, де лікується Мей, і робить кілька фотографій для Daily Bugle, щоб зібрати гроші на оплату лікарняних рахунків Мей. Повернувшись до лікарні, Пітер з полегшенням дізнається, що сироватка вилікувала Мей, і відправляється додому на заслужений відпочинок.

## Поза коміксами

### Телебачення
Доктор Восьминіг використовує псевдонім Майстра-планувальника в 2 і 3 епізодах мультсеріалу «Неймовірна Людина-павук». В останньому епізоді також відтворена Культова сцена підйому, в якій Людина-павук опиняється в пастці під важкими уламками в підводній лабораторії Дока Ока, яка повільно затоплюється, і збирає достатньо сили волі, щоб врятувати себе і Ґвен Стейсі.

### Кіно
- Сюжетна арка коміксів послужила одним з головних джерел натхнення для фільму «Людина-павук 2» (2004).
- Адаптація сцени підйому з'являється у фільмі «Людина-павук: Повернення додому» (2017). Коли Стерв'ятник руйнує опорні балки в своєму таємному лігві, Людина-павук виявляється затиснутий під уламками, але збирає достатньо сили волі, щоб підняти уламки і втекти.[4]